# Katharinenthal (Dieterskirchen)
Katharinenthal ist ein Gemeindeteil von Dieterskirchen im Oberpfälzer Landkreis Schwandorf (Bayern).

## Geographische Lage
Katharinenthal befindet sich ungefähr vier Kilometer südwestlich von Dieterskirchen an der Staatsstraße 2398 am Nordwestrand eines ausgedehnten Waldgebietes mit dem Alten Thannstein (635 m), dem Knock (667 m), der Platte (616 m) und dem Warnberg (568 m) am Nordhang des Warnbergmassivs. Katharinenthal liegt am Ufer der Ascha, die dort in einem engen Durchbruchstal zwischen dem 507 Meter hohen Kohlhügel im Westen und dem 568 Meter hohen Warnberg im Osten nach Süden fließt.

## Geschichte
Im 19. Jahrhundert gab es in Katharinenthal eine Glasschleife.
Zum Stichtag 23. März 1913 (Osterfest) wurde Katharinenthal als „Teil der Pfarrei Dieterskirchen mit zwei Häusern und 21 Einwohnern“ aufgeführt.
Katharinenthal wurde 1964 als „Ortsteil der Gemeinde Bach“ verzeichnet. Als die Gemeinde Bach 1975 aufgelöst wurde, gelangte Katharinenthal zur Gemeinde Dieterskirchen.
Am 31. Dezember 1990 hatte Katharinenthal zwei Einwohner und gehörte zur Pfarrei Dieterskirchen.